# Aïn Zaouia
Aïn Zaouia (antiguamente llamada Pirette durante el periodo de la colonización francesa), es un municipio de Cabilia, en la wilaya (subdivisión  administrativa) de Tizi Ouzou en Argelia. 

## Etimología e historia
En 1889, durante la colonización, la localidad se llamaba Pirette y formaba parte del departamento de Argel. Tras la independencia de Argelia, el conjunto de las localidades que componen el municipio actual de Aïn Zaouia formaba parte del municipio de Draâ El Mizan. En 1984, se creó el municipio de Aïn Zaouia y la localidad homónima fue escogida como capital de este municipio.
El nombre de Ain Zaouia es el de la fuente «sidi Ali Moussa», que existe siempre al nivel del oued que atraviesa el municipio. La leyenda cuenta que cuando sidi Ali Moussa pasó por el pueblo, como tenía sed, hizo brotar el agua con la ayuda de su bastón. A partir de entonces, la fuente fluye en ese lugar.

## Ubicación
El municipio de Ain Zaouia está situado a 45 km al sudoeste de Tizi Ouzou y a unos 115 km al sudeste de Argel.

## Localidades
El municipio de Ain Zaouia se compone de veintinueve localidades:
- Aïn Zaouïa
- Adebagh
- Aït Amar Mouh
- Ait m'hemed
- Ait said u m'hemed
- Aït Bour Aboud
- Aït Maamar
- Aït Mouh Ou Saïd
- Azib Chikh
- Bou Hamou
- Bouakache
- Bouhoukal
- Boumadène
- Ihamouthen
- Ibrohame
- Imahmouden
- Iferhathène
- Iamriwen
- Ichlouchen
- Igharbiyène
- Ialallene
- Ikobaïne
- Izemouche
- Kantidja
- Laabid
- Lamrani
- Mechmel
- Tizi Ameur
- Tizi N'Tedlest

## Economía
El municipio dispone sobre su territorio de una fábrica de bolígrafos y de artículos escolares, de una fábrica de refrescos, de una otra de chicles, de una unidad de fabricación de alfarerías y de un molino de aceite y de trigo.
La represa construida en los años 1980 en el sur del municipio favorece el desarrollo de la agricultura.

## Servicios públicos
El municipio dispone de una oficina de correos, de unas escuelas primarias y unos colegios.